# Butowce
Butowce (ukr. Бутівці) – wieś w rejonie starokonstantynowskim obwodu chmielnickiego.
Prywatna wieś szlachecka, położona w województwie wołyńskim, w 1739 roku należała do klucza Konstantynów Lubomirskich.
Na początku XX wieku w Butowcach był  kościół katolicki pod wezwaniem św. Michała.

W pobliżu Wolicy rozciągały się o wiele sympatyczniejsze i pociągające ku sobie wioski – Orzechówka, Butowce i Czerniatyn – prawie polskie, bo zamieszkane przeważnie lub częściowo przez małorolnych Polaków, zwanych przez otaczających ich Ukraińców „Lachami” a przez swych jaśnie wielmożnych braci obszarników „Les petits nobles”, uboga szlachta szaraczkowa, o starych, herbowych nazwiskach, takich jak Zaleski, Lipski, Leszczyński, Sokołowski, Ostrowski i posiadająca niekiedy dokumenty rodzinne, których by jej pozazdrościł niejeden świeżo wykluty „karmazyn” różniła się od otaczającego ją ludu ukraińskiego, poza tradycją szlacheckiego pochodzenia, głównie religią.